# Stigmella generalis
Stigmella generalis (лат.) — вид молей-малюток рода Stigmella (Nepticulinae) из семейства Nepticulidae.
Эндемик Южной Африки: ЮАР (Cape Province). Длина 4,4 мм. Усики серовато-пурпурные. Грудь и передние крылья серовато-коричневые. Задние крылья светло-коричневые. Гусеницы питаются растениями вида Rhus (Anacardiaceae), минируют верхнюю поверхность листьев.
В апикальной части передних крыльев развиты две жилки: R4+5 и M.